# Avishag Semberg
Avishag Semberg (n. 16 septembrie 2001, Gedera⁠(d), Districtul Central, Israel) este o sportivă ce a reprezentat Israel, medaliată olimpică. A participat la o ediție a Jocurilor Olimpice (2020) în care a câștigat o medalie de bronz.